# رگ بینز
رگ بینز (انگلیسی: Reg Baines; ۳ ژوئن ۱۹۰۷ – ۲۴ اکتبر ۱۹۷۴) بازیکن فوتبال اهل بریتانیا بود.
از باشگاه‌هایی که در آن بازی کرده‌است می‌توان به باشگاه فوتبال بارنزلی، باشگاه فوتبال یورک سیتی، باشگاه فوتبال دونکستر راورز، و باشگاه فوتبال شفیلد یونایتد اشاره کرد.